# Gunnar Behre
Sten Gunnar Behre, född 24 december 1921 i Göteborg, död 19 december 2011, var en svensk väg- och vattenbyggnadsingenjör.
Efter studentexamen 1941 utexaminerades Behre 1946 från Chalmers Tekniska högskola i Göteborg. Han blev ingenjör vid Allmänna ingenjörsbyrån AB i Malmö 1946, Sydsvenska ingenjörsbyrån AB 1948. År 1951 började han på Malmö stads vatten- och avloppsverk, där han, först under Alfred Jerdén och senare under Sigvard Gudmundson, var byråingenjör, från 1957 driftsingenjör (som efterträdare till Lennart Larsson) och från 1961 överingenjör vid utrednings- och konstruktionsavdelningen samt ställföreträdare för VA-direktören.
År 1974 gick Gudmundson i pension och Behre blev då hans efterträdare som VA-direktör och kom att arbeta direkt under gatukommunalrådet och gatunämndens ordförande Calle Ljungbeck. År 1977 blev Jan Svärd nytt gatukommunalråd, vilket ledde till att den politiska styrningen av verksamheten ökade, något som försämrade samarbetsklimatet. I samband med att VA-verket 1981 upphörde som självständigt kommunalt verk valde Behre att gå i pension i förtid.